# Zeitgeist (2014)
#Zeitgeist (dt. Untertitel: Von digitaler Nähe und analoger Entfremdung; Originaltitel: Men, Women & Children) ist ein US-amerikanisches Film-Melodrama aus dem Jahr 2014. Er behandelt die Frage, wie sich die Beziehungen und das Leben von Teenagern und Erwachsenen durch Internet und Social Media verändert haben. Das Drehbuch schrieb Regisseur Jason Reitman zusammen mit Erin Cressida Wilson nach einer Romanvorlage von Chad Kultgen.

## Handlung
Der Film beginnt mit einer kurzen Vorstellung der Voyager Raumsonde, welche gezeigt wird, als sie die Gasriesen unseres Sonnensystems passiert. Als sie gerade dabei ist, den Rand des Sonnensystems zu verlassen, schwenkt die Handlung zu Donald Truby, welcher versucht, sich Pornos auf seinem Computer anzusehen.
Donald und Helen Truby sind ein Ehepaar, das sexuell unzufrieden geworden ist. Auch ihr 15-jähriger Sohn Chris ist sexuell unzufrieden, er guckt seit seinem 10. Lebensjahr Pornos, wobei seine Präferenzen immer extremer geworden sind, so dass er durch eine „normale“ Darstellung nicht mehr erregt wird. Tim Mooney ist ein Highschool-Schüler und Footballstar, auf den sein Vater Kent sehr stolz ist. Nach dem Auszug seiner Mutter und der Scheidung seiner Eltern ist Tim aber depressiv geworden. Er verlässt die Footballmannschaft und beginnt Online-Rollenspiele (MMORPGs) zu spielen, im Speziellen Guild Wars. Die vielen Hassnachrichten, die er aufgrund seines Austritts aus der Footballmannschaft erhält, löscht er scheinbar ungerührt. Er findet den Gedanken tröstlich, dass das Leben des Menschen im Kontext des Universums bedeutungslos ist, wenn man sich auf Carl Sagans Überlegungen über den „Pale Blue Dot“, den kleinen blauen Punkt – die Erde – bezieht.
Hanna ist ein Highschool-Mädchen, das eines Tages berühmt sein möchte. Ihre Mutter Joan hilft ihr bei der Pflege einer Online-Modelling-Seite, wo sie unangemessene Bilder von sich selbst in Dessous für zahlende Abonnenten veröffentlicht, die personalisierte Fotosessions anfordern können. Brandy Beltmeyer ist eine Klassenkameradin von Tim, deren Online-Inhalte ständig vor ihrer überfürsorglichen Mutter Patricia überwacht werden. Ohne dass ihre Mutter davon weiß, hat Brandy eine separate SIM-Karte, die sie wechselt, wenn sie nicht zu Hause ist, und ein geheimes Tumblr-Konto, über das sie sich ausdrückt. Allison Doss ist eine Freundin von Hannah, die sich im Vergleich zu Hannah sexuell unerfahren fühlt und in einen Jungen namens Brandon Lender verknallt ist. Um sich attraktiver zu machen, wendet sie sich Online-Diätartikeln zu, um drastisch Gewicht zu verlieren.
Nachdem sie eines Abends eine Fernsehwerbung für die Website Ashley Madison gesehen hat, erstellt Helen einen Account und beginnt eine Affäre. Gleichzeitig beginnt Donald regelmäßig Escorts zu besuchen, nachdem er fast zwei Monate erfolglos versucht hat, Sex mit Helen zu initiieren. Hannah spricht für einen Schauspielwettbewerb vor, der ihr eine Fernsehrolle einbringen soll. Chris beginnt während eines gemeinsamen Schulprojekts eine Beziehung mit Hannah. Er versucht, bei sich eine sexuelle Erregung ohne Pornografie zu erzeugen, indem er mit ihr sexuelle Textnachrichten austauscht und ihre Fotos auf ihrer Webseite ansieht. Unterdessen beginnen auch Tim und Brandy eine Beziehung, jedoch wenn Brandy zu Hause ist, fängt ihre Mutter Patricia Nachrichten für sie ab. Während Tim online mit seinen Freunden spielt, sieht er einen Facebook-Beitrag von seiner Mutter, der Bilder zeigt, wie sie sich glücklich wieder verlobt hat. Als er, sichtlich erschüttert, die Info mit seinen Freunden teilt, beginnen diese unanständige Kommentare zu schreiben, die er aber ignoriert. Brandy erzählt Tim später von ihrem Tumblr-Account, und dass dieser nicht von ihrer Mutter überwacht werde. Tim gesteht ihr, dass sie ihm das Gefühl gibt, dass alles nicht sinnlos ist.
Kent, der sich von seinem Sohn entfremdet fühlt, besucht ein Treffen zur Online-Bewusstseinsbildung von Patricia, um Tims Interesse an Videospielen besser zu verstehen. An diesem Treffen nimmt auch Joan teil, um mehr über die legalen Möglichkeiten für die Webseite ihrer Tochter zu erfahren. Beide amüsieren sich über Patricias offensichtliche Paranoia und beginnen eine Beziehung. Als Allison bei Freunden zu Hause ist, trifft sie dort auf Brandon, welcher ebenfalls zu Besuch ist und die beiden haben unbemerkt von den Andern Sex. Er behandelt die ganze Angelegenheit als beiläufig und ist eindeutig nicht an einer Beziehung interessiert. Tim wird erneut angepöbelt, während er mit Brandy gemeinsam in der Schulkantine sitzt, weil er das Footballteam durch seinen Austritt hat hängen lassen und die Mannschaft womöglich die Meisterschaft verpasst. Der Streit eskaliert, als Brandy von einem absichtlich geworfenen Ball getroffen wird und Tim auf den Werfer losgeht. Er muss daraufhin beim Schulpsychologen vorsprechen, der ihm Antidepressiva verschreibt.
Allison bricht während der Schule zusammen und wird ins Krankenhaus gebracht, wo sie erfährt, dass sie eine Eileiterschwangerschaft und wegen ihrer Unterernährung eine Fehlgeburt hatte, beides Tatsachen, die ihre Eltern schockieren. Als sie Brandon informiert, ist seine einzige Sorge, dass die Leute entdecken könnten, dass sie Sex hatten. Hannah und Chris versuchen Sex miteinander zu haben, aber Chris wird nicht erregt und sie brechen den Versuch ab. Als Chris erfährt, dass Hannah herumerzählt, dass sie Sex hatten, ist ihm das unangenehm und er stellt sie zur Rede und will wissen was zwischen ihnen nun läuft. Sie gibt ihm zu verstehen, dass sie ihn nur als ihren „besten Schuss“ gesehen hat, um ihre Jungfräulichkeit zu verlieren, und da sonst nichts wäre, er sei ein schräger Kerl mit ernsten sexuellen Schwierigkeiten, damit wolle sie nichts zu tun haben. Joan erfährt, dass der Wettbewerb Hannah wegen der Webseite disqualifiziert hat, obwohl ihr Vorsprechen eines der besten war. Sie erzählt Kent von der Webseite und ist verstört, dass die Chance ihrer Tochter wegen ihrer schlechten Elternschaft ruiniert wurde. Kent, schockiert von den Neuigkeiten, sagt, sie hätten ihre Beziehung überstürzt und sollten es besser etwas langsamer angehen. Hannah wird von ihrer Mutter in Kenntnis gesetzt, dass sie vom Wettbewerb disqualifiziert wurde. Sie sagt ihr, dass sie die Webseite gelöscht hat und dass es falsch war, sie auf diese Weise zu unterstützen. Hannah ist wütend, aber Joan pocht auf ihre Verantwortung als Mutter. Donald entdeckt zufällig Helens Ashley Madison-Konto und geht in dieselbe Bar, in der sie ihre Affäre trifft. Als sie sieht, dass sie erwischt wurde, versucht sie am nächsten Morgen mit Donald darüber zu reden. Er gibt ihr zu verstehen, dass sie beide Fehler gemacht hätten und ist der Meinung, dass es besser ist, wenn sie einfach ignorieren was sie getan haben.
Patricia entdeckt Brandys Tumbler-Seite. Nachdem sie durch ihre Gespräche mit Tim gescrollt und seine eigene Seite mit Videospielinhalten gesehen hat, ändert sie, von Angst überwältigt, alle Passwörter ihrer Tochter. Kent liest alle unanständigen Kommentare in Tims Spiel und konfrontiert ihn damit. Im folgenden Streit macht er Tim klar, dass seine Mutter nicht nur Kent, sondern sie beide verlassen hat. Kent sperrt die Kreditkarte und löscht den Spielaccount seines Sohns und fordert, dass Tim nächstes Jahr wieder Football spielt, was dazu führt, dass dieser zusammenbricht. Als Tim versucht, Brandy um Unterstützung zu bitten, gibt sich Patricia als Brandy aus und behauptet, sie sei gelangweilt von ihm und dass sie ihn blockieren wird, wenn er sie weiter antextet. Am Boden zerstört nimmt Tim eine Überdosis seiner Antidepressiva. Brandy, selbst außer sich aufgrund des Verhaltens ihrer Mutter, eilt zu Tims Haus, wo sie und Kent ihn auf dem Boden finden. Sie rufen die Ambulanz und in der Notaufnahme kann sein Leben gerettet werden. Auf der Suche nach Brandy findet Patricia sie im Krankenhaus und findet heraus, was passiert ist. Sie ist sehr betroffen, nachdem sie bemerkt hat, dass ihre Handlungen Tim nahezu den Tod gebracht haben. Sie kehrt nach Hause zurück und deaktiviert das Überwachungsgerät, mit dem sie Brandy überwacht hat. Nach der Versöhnung mit Tim und der Erkenntnis, wie schwierig es ist, alleinerziehend zu sein, nähert sich Kent wieder Joan an.
Die Erzählerin schließt den Film, indem sie Blauer Punkt im All von Carl Sagan zitiert, während Voyager 1 durch den Weltraum treibt.

## Veröffentlichung
Der Film feierte am 6. September 2014 beim Toronto International Film Festival Premiere. In den Vereinigten Staaten war er in ausgewählten Kinos ab dem 1. Oktober und dann landesweit ab dem 17. Oktober 2014 zu sehen. Der deutsche Filmstart war am 11. Dezember 2014.

## Hintergrund
Ein Motiv, auf das der Film immer wieder Bezug nimmt, lieferte die Mission der Raumsonde Voyager 1 und deren Ende, das mit der Bildserie Pale Blue Dot eingeläutet wurde. Vom Astronomen Carl Sagan stammt der am Ende zitierte Text.

## Synchronisation
Die Synchronisation des Films übernahm die Berliner Synchron GmbH. Das Dialogbuch schrieb Sven Hasper und die Dialogregie führte Robin Kahnmeyer.
| Rolle              | Schauspieler           | Deutscher Sprecher  |
| ------------------ | ---------------------- | ------------------- |
| Helen Truby        | Rosemarie DeWitt       | Gundi Eberhard      |
| Patricia Beltmeyer | Jennifer Garner        | Dorette Hugo        |
| Joan Clint         | Judy Greer             | Bianca Krahl        |
| Kent Mooney        | Dean Norris            | Lutz Schnell        |
| Don Truby          | Adam Sandler           | Dietmar Wunder      |
| Tim Mooney         | Ansel Elgort           | Patrick Roche       |
| Brandy Beltmeyer   | Kaitlyn Dever          | Friedel Morgenstern |
| Mr. Doss           | J. K. Simmons          | Jan Spitzer         |
| Ray Beltmeyer      | Jason Douglas          | Tobias Kluckert     |
| Angelique          | Shane Lynch            | Nicole Hannak       |
| Secretluvur        | Dennis Haysbert        | Tilo Schmitz        |
| Shrink             | Phil LaMarr            | Frank Schröder      |
| Hannah Clint       | Olivia Crocicchia      | Josephine Schmidt   |
| Allison Doss       | Elena Kampouris        | Emily Gilbert       |
| Brandon Lender     | Will Peltz             | Julian Tennstedt    |
| Danny Vance        | Timothée Chalamet      | Fabian Kluckert     |
| erzählende Stimme  | Emma Thompson (Stimme) | Monica Bielenstein  |

## Rezeption
Men, Women & Children erhielt überwiegend gemischte bis negative Kritiken. Bei Metacritic erhält der Film einen Metascore von 38, basierend auf 36 Rezensionen; bei Rotten Tomatoes fallen 33 Prozent der ausgewerteten 135 Rezensionen positiv aus.
Im Tagesspiegel skizziert Jan Schulz-Ojala den Inhalt des Films zunächst knapp: „Von Helikoper-Müttern und Youporn-süchtigen Footballstars: Jason Reitman zeichnet in ‚#Zeitgeist‘ ein texanisches Sittenbild der schönen neuen netzgesteuerten Welt.“ Er schließt seine Kritik mit dem Fazit: „Jammerschade: Gerade von Reitman wäre eine so massenwirksame wie bedenkenswerte Beschäftigung mit diesem relevanten Thema zu erwarten gewesen, und ausgerechnet er hat es gröblich verschenkt.“
Hanns-Georg Rodek, Filmredakteur der Welt, verneint die Frage, ob der Film 15 Jahre nach der „Zeitenwende“ der digitalen Revolution die digitale Realität angemessen darstelle, denn er versage „vor sämtlichen Herausforderungen: Körpermodifizierungen, Konsumzwang, die Sehnsucht nach Zelebrität, der Druck von Eltern und Kumpels, der Wandel der Kommunikationswege – alles reißt Reitman an, und nichts reflektiert er. Stattdessen präsentiert er die altbackensten Lösungen, die wir selbst in Hollywood schon außer Dienst gestellt glaubten.“
Die Kritik von Martin Schwickert in epd Film fällt mit vier von fünf möglichen Sternen positiv aus. Der Film bewege sich „souverän durch das Niemandsland des Unverständnisses zwischen den Generationen“, wobei „sich die Sehnsüchte und Frustrationen der Söhne und Töchter gar nicht so sehr von denen der Väter und Mütter“ unterschieden. Auch die Grenzen der Figurenentwicklung infolge der mehrsträngigen Handlung gleiche der Film weitgehend „durch die äußerst fokussierten schauspielerischen Leistungen“ aus.